# Euacaina cactipeodes
Euacaina cactipeodes är en tvåvingeart som först beskrevs av Steyskal 1963.  Euacaina cactipeodes ingår i släktet Euacaina och familjen fläckflugor.
Artens utbredningsområde är Peru. Inga underarter finns listade i Catalogue of Life.